# Sexualmedizin
Die Sexualmedizin beschäftigt sich als Teilgebiet der klinischen und ambulanten Medizin mit allen Aspekten, die der Erhaltung und Förderung der sexuellen Gesundheit dienen. Sexualmedizin bezeichnet somit keinen eigenen Zweig der Medizin, sondern verbindet verschiedene medizinische Fachrichtungen in einem interdisziplinären Diskurs mit weiteren Wissenschaftszweigen wie Psychotherapie, Sozialpsychologie und Ethik.

## Sexuelle Gesundheit
Gemäß der WHO wird sexuelle Gesundheit wie folgt definiert:
Sexuelle Gesundheit ist der Zustand körperlichen, emotionalen, geistigen und sozialen Wohlbefindens bezogen auf die Sexualität und bedeutet nicht nur die Abwesenheit von Krankheit, Funktionsstörungen oder Schwäche. Sexuelle Gesundheit erfordert sowohl eine positive, respektvolle Herangehensweise an Sexualität und sexuelle Beziehungen als auch die Möglichkeit für lustvolle und sichere sexuelle Erfahrungen, frei von Unterdrückung, Diskriminierung und Gewalt. Wenn sexuelle Gesundheit erreicht und bewahrt werden soll, müssen die sexuellen Rechte aller Menschen anerkannt, geschützt und eingehalten werden.

## Themengebiete der Sexualmedizin
- Sexuelle Funktionsstörungen von Mann und Frau
  - Erektile Dysfunktion (Potenzstörungen)
  - Anorgasmie (sie und/oder er haben keine orgastischen Lustgefühle)
  - Vaginismus (sie hat schmerzhafte Krämpfe in der Scheide)
- Varianten der Geschlechtsidentität
  - Probleme beim Finden der sexuellen Orientierung
  - Transgeschlechtlichkeit (früher: Transsexualität)
- Störungen (mit Leid verbunden) im Sexualverhalten (Paraphilie)
  - Gewalt (Sadismus, Masochismus)
  - Pädophilie
  - Zoophilie
  - Nekrophilie

Die Kriterien dafür, wann abweichendes Sexualverhalten als psychische Störung gilt, sind im Artikel Paraphilie beschrieben.
- Sekundäre sexuelle Störungen aufgrund somatischer Erkrankungen wie Stoffwechselerkrankungen, Krebserkrankungen oder neurologischen Erkrankungen wie beispielsweise der Multiplen Sklerose

Man kann die Sexualmedizin auch als medizinische Unterkategorie der Sexualforschung betrachten. Sexualforschung umfasst Teilgebiete der Anatomie, Physiologie, Andrologie, Endokrinologie, Gynäkologie, Urologie, Infektiologie, Psychiatrie, Psychologie, Sozialpsychologie, Anthropologie, Soziologie, Ethik und Religion.